# Arctosomma
Arctosomma is een geslacht van spinnen uit de familie wolfspinnen (Lycosidae).

## Soorten
De volgende soorten zijn bij het geslacht ingedeeld:
- Arctosomma trochosiforme (Strand, 1906)